# Basílica de Santa Rita de Càssia
La basílica de Santa Rita de Casia està situada a la ciutat de Cascia a la regió d'Úmbria, a Itàlia, s'hi venera el cos incorrupte de Santa Rita de Càssia, i és un dels santuaris més importants d'aquest país.
La primera pedra de l'església de Santa Rita de Càssia es va posar el 20 de juny de 1937, solament deu anys més tard, el 18 de maig de 1947, l'edifici va ser consagrat.
La basílica, revestida de travertí blanc típic de les pedreres de Tívoli, presenta una estructura en forma de creu grega amb quatre grans absis laterals i una cúpula central que domina el presbiteri. L'abans esmentat cos incorrupte de Santa Rita de Càssia (de l'Orde de Sant Agustí), es conserva dins d'una urna de vidre, darrere de l'altar major de la Basílica.